# Sergio Rodríguez Fernández
Sergio Javier Rodríguez Fernández (El Paso, Canarias, 2 de mayo de 1969) es un político español perteneciente a Coalición Canaria y el decimoprimer presidente del Cabildo de La Palma desde la etapa democrática de 1979. Fue elegido presidenta del cabildo palmero tras las elecciones al Cabildo de La Palma de 2023 en la que quedó Coalición Canaria gobernando en mayoría. Es profesor de filología inglesa y exalcalde del Ayuntamiento de El Paso, en el que estuvo durante dos legislaturas.

## Biografía
Sergio Rodríguez se graduó en Filología Inglesa en la Universidad de La Laguna. Posteriormente, obtuvo un máster en Dirección de Centros Educativos en la misma universidad, lo que le permitió ingresar al ámbito docente en el que estuvo 11 años ejerciendo, más tarde cambió al sector turístico.

### Trayectoria política
Su carrera política inició como miembro del Gabinete de la Presidencia del Parlamento de Canarias.

#### Alcaldía de El Paso
Rodríguez alcanzó la Alcaldía del municipio de El Paso, cargo que ocupó durante dos legislaturas, desde 2015 hasta 2023. Durante su mandato, impulsó diversas infraestructuras y servicios públicos, incluyendo el centro de día, el centro de interpretación de petroglifos Benehauno, el Hotel-Escuela Monterrey, el Museo en la Calle, la Hacienda del Pino, el nuevo mercadillo municipal, la escuela infantil, y el desarrollo de la zona industrial. También lideró los primeros pasos del Plan Director de la Zona Comercial Abierta, hacia un enfoque en el desarrollo sostenible y el crecimiento económico del municipio.
El  17 de octubre de 2019 fue elegido vicepresidente de la Asociación de Municipios con Territorio en Parques Nacionales (AMUPARNA), abogando por la preservación ambiental y el equilibrio entre el desarrollo humano y la conservación del entorno natural.
La última etapa de la segunda legislatura de Rodríguez como alcalde de El Paso estuvo notablemente marcada por la erupción volcánica, acontecida en el mismo municipio, del volcán Tajogaite. Esta erupción presentó desafíos significativos para la gestión local, incluyendo la necesidad de evacuaciones y la atención a los afectados.
El 17 de junio de 2023 abandonó su cargo como alcalde de El Paso.

#### Presidencia del Cabildo de La Palma
El 31 de marzo de 2023 la comitiva de Coalición Canaria designó a Rodríguez como secretario de Organización de Coalición Canaria La Palma y, desde junio de 2023, es el presidente del Cabildo tras imponerse con mayoría absoluta en las elecciones de mayo del mismo año obteniendo 20501 votos.